# Carex flacca
Carex flacca Schreb. es una especie de planta herbácea de la familia Cyperaceae.

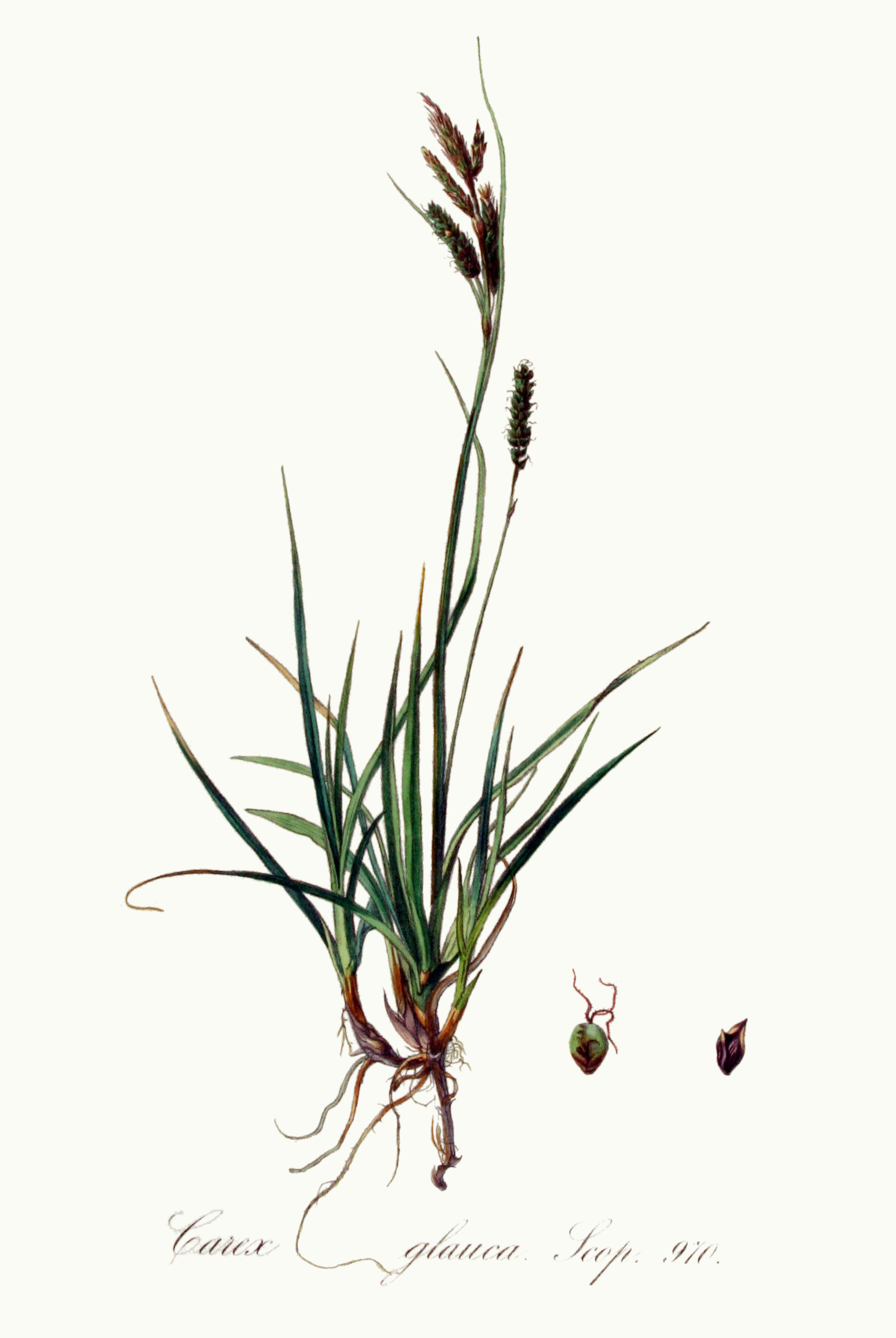
Ilustración

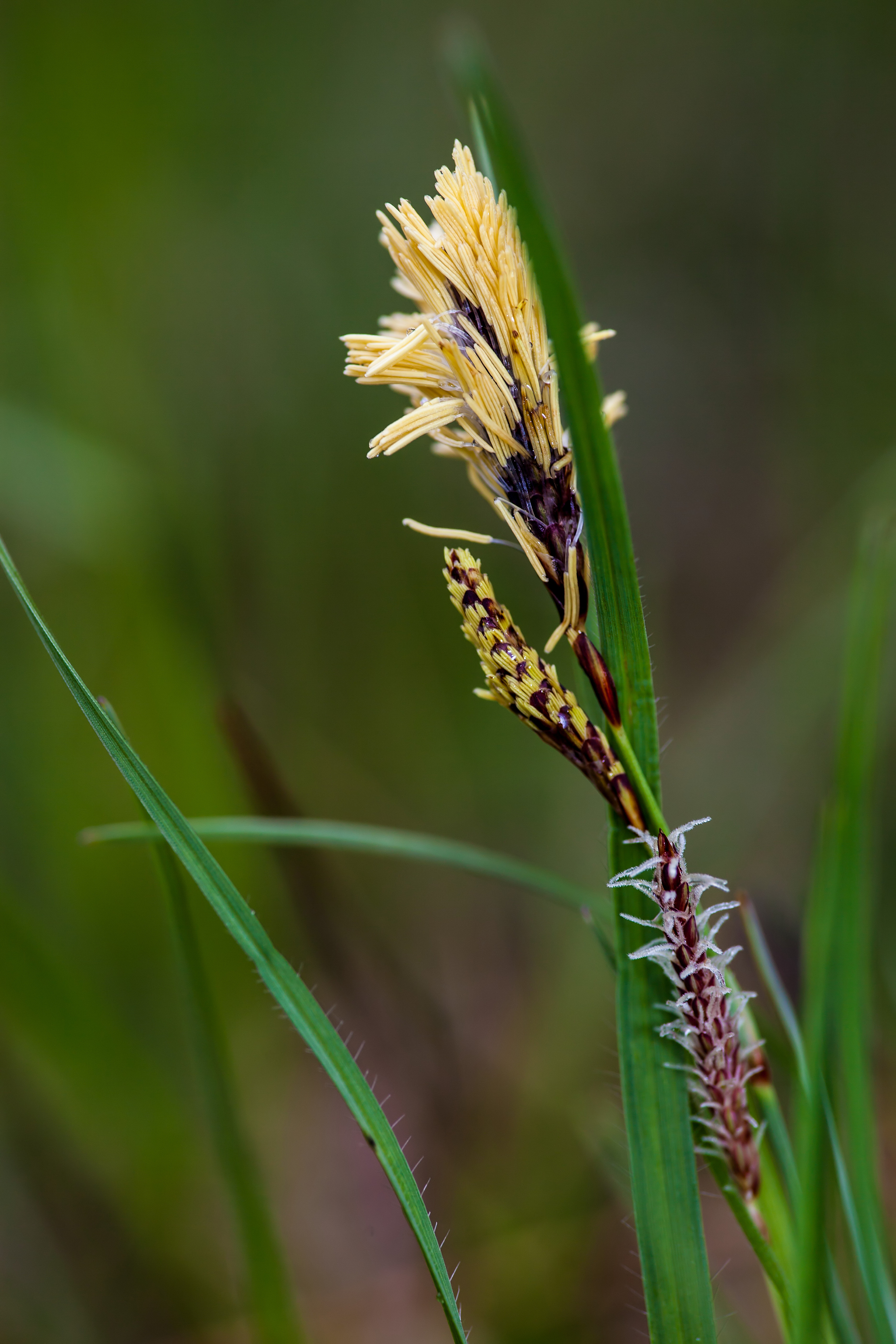
Inflorescencia

## Hábitat
Es nativa de parte de Europa y norte de África, también se ha naturalizado en Norteamérica.   Es frecuente en una amplia gama de hábitats, incluidos pastizales, páramos, tierra desnuda, y el borde superior de la marisma.

## Descripción
Las hojas del tallo son verdes por encima, por debajo glaucas.  La mayoría de los tallos tienen dos picos de sexo masculino. Las frutas son 2-2 ½ mm, redondeados, con un pico muy corto,  de 0,3 mm. Tienen  densas las espigas, suelta y no como Carex panicea . Las espigas femeninas son de aproximadamente de 2-4 cm de longitud y 4-6 mm de ancho.
La menor bráctea es casi tan larga como la inflorescencia en promedio. Las espigas femeninas son típicamente dos, y se encuentran en posición vertical. 

## Taxonomía
Carex flacca fue descrita por  Johann Christian Daniel von Schreber y publicado en Spicilegium Florae Lipsicae (Appendix): 178. 1771.
Citología
Número de cromosomas de Carex flacca (Fam. Cyperaceae) y táxones infraespecíficos:  2n=90
Etimología
Ver: Carex
Variedades
- Carex flacca subsp. erythrostachys (Hoppe) Holub
- Carex flacca subsp. flacca[3]

Sinonimia
- Carex acuminata Willd.
- Carex bulbosa Drejer
- Carex clavaeformis Hoppe
- Carex cuspidata Host
- Carex erythrostachys Hoppe
- Carex flacca subsp. claviformis (Hoppe) C.Vicioso
- Carex flacca subsp. cuspidata (Host) C.Vicioso
- Carex flacca subsp. serrulata (Biv. ex Spreng.) Greuter
- Carex flacca var. acuminata (Willd.) C.Vicioso
- Carex flacca var. basigyna Beck
- Carex flacca var. bulbosa (Drejer) C.Vicioso
- Carex flacca var. erythrostachys (Hoppe) C.Vicioso
- Carex flacca var. laxiflora (Schur) C.Vicioso
- Carex flacca var. leiocarpa (Willk.) C.Vicioso
- Carex flacca var. silvatica (Asch. & Graebn.) C.Vicioso
- Carex flacca var. thuringiaca (Willd.) C.Vicioso
- Carex glauca var. cuspidata (Host) C.Vicioso
- Carex glauca var. leiocarpa Willk.
- Carex glauca var. serrulata (Biv. ex Spreng.) Husn.
- Carex glauca var. sylvatica Asch. & Graebn.
- Carex glauca Scop.
- Carex serrulata Biv. ex Spreng.
- Carex thuringiaca Willd.[4]

## Nombre común
- Castellano: mansiega, masiega.